# SK Rusj Užhorod
Sportovní klub Rusj Užhorod (ukrajinsky: Спортивний клуб «Русь» Ужгород; maďarsky: Sport Klub Rusj Ungvár) byl původně československý fotbalový klub z Užhorodu. Založen byl v roce 1925. Jeho hráčům se říkalo létající učitelé. Klub se účastnil mistrovství Slovenska a Podkarpatské Rusi. V roce 1936 klub obsadil druhé místo v Kvalifikační soutěži do 1. ligy a slavil postup. V sezoně 1936/1937 obsadil v lize 11. místo a sestoupil. Klubové barvy byly zelená a červená.
O rok později, kvůli obsazení Podkarpatské Rusi maďarským vojskem, hrál klub až do roku 1944 maďarské zemské soutěže. V roce 1945 byl sloučen do Spartaku Užhorod (dnešní Hoverla, která za svoji historii považuje i historii Rusj). Mezi nejslavnější hráče patřil brankář Alexa Bokšay, nejlepšími střelci klubu v nejvyšší soutěži byli Jurko Krajňak a Josyp Kryž se šesti góly. První gól Užhorodu v československé lize vstřelil Volodymyr Kobzjar.

## Úspěchy A–týmu
| Menší úspěchy                                                                                |
| - Mistrovství Slovenska a Podkarpatské Rusi (3× vítěz) - – SK Rusj Užhorod: 1929, 1933, 1936 |

## Historické názvy
Zdroj: 
- 1925 – SK Rusj Užhorod (Sportovní klub Rusj Užhorod)
- 1939 – SK Rusj Ungvár (Sport Klub Rusj Ungvár)
- 1942 – Rusj SK (Rusj Sport Klub)
- 1945 – fúze se Spartakem Užhorod ⇒ faktický zánik klubu

## Umístění v jednotlivých sezonách
Stručný přehled
Zdroj: 
- 1928–1934: Slovensko-podkarpatská divize
- 1934–1935: Slovensko-podkarpatská divize – sk. Východ
- 1935–1936: Slovensko-podkarpatskoruská divize – sk. Východ
- 1936–1937: Státní liga
- 1937–1938: Slovensko-podkarpatskoruská divize – sk. Východ
- 1938–1939: Felvidéki kupa – sk. Déli
- 1939–1940: Nemzeti Bajnokság II – sk. Felvidéki
- 1940–1941: Nemzeti Bajnokság II – sk. Tisza
- 1941–1943: Nemzeti Bajnokság II – sk. Rákóczi
- 1943–1944: Nemzeti Bajnokság II – sk. Északi

Jednotlivé ročníky
Zdroj: 
Legenda: Z – zápasy, V – výhry, R – remízy, P – porážky, VG – vstřelené góly, OG – obdržené góly, +/− – rozdíl skóre, B – body, zlaté podbarvení – 1. místo, stříbrné podbarvení – 2. místo, bronzové podbarvení – 3. místo, červené podbarvení – sestup, zelené podbarvení – postup, fialové podbarvení - reorganizace, změna skupiny či soutěže
| Československo (1928 – 1938) |                                                 |        |     |     |     |     |     |     |     |     |        |
| Sezóny                       | Liga                                            | Úroveň | Z   | V   | R   | P   | VG  | OG  | +/- | B   | Pozice |
| 1928/29                      | Slovensko-podkarpatská divize                   | 2      | ... | ... | ... | ... | ... | ... | ... | ... | 1.     |
| 1929/30                      | Slovensko-podkarpatská divize                   | 3      | ... | ... | ... | ... | ... | ... | ... | ... | 2.     |
| 1930/31                      | Slovensko-podkarpatská divize                   | 3      | ... | ... | ... | ... | ... | ... | ... | ... | 2.     |
| 1931/32                      | Slovensko-podkarpatská divize                   | 3      | ... | ... | ... | ... | ... | ... | ... | ... | 2.     |
| 1932/33                      | Slovensko-podkarpatská divize                   | 3      | ... | ... | ... | ... | ... | ... | ... | ... | 1.     |
| 1933/34                      | Slovensko-podkarpatská divize                   | 3      | ... | ... | ... | ... | ... | ... | ... | ... | 2.     |
| 1934/35                      | Slovensko-podkarpatská divize – sk. Východ      | 2      | 12  | 8   | 2   | 2   | 37  | 21  | +16 | 18  | 1.     |
| 1935/36                      | Slovensko-podkarpatskoruská divize – sk. Východ | 2      | 14  | 11  | 1   | 2   | 51  | 19  | +32 | 23  | 1.     |
| 1936/37                      | Státní liga                                     | 1      | 22  | 3   | 2   | 17  | 24  | 79  | −55 | 8   | 11.    |
| 1937/38                      | Slovensko-podkarpatskoruská divize – sk. Východ | 2      | 14  | 8   | 0   | 6   | 42  | 32  | +10 | 16  | 3.     |
| Maďarsko (1938 – 1944)       |                                                 |        |     |     |     |     |     |     |     |     |        |
| Sezóny                       | Liga                                            | Úroveň | Z   | V   | R   | P   | VG  | OG  | +/- | B   | Pozice |
| 1938/39                      | Felvidéki kupa – sk. Déli                       | 3      | 14  | 11  | 1   | 2   | 43  | 16  | +27 | 23  | 1.     |
| 1939/40                      | Nemzeti Bajnokság II – sk. Felvidéki            | 2      | 30  | 17  | 2   | 11  | 68  | 56  | +12 | 36  | 6.     |
| 1940/41                      | Nemzeti Bajnokság II – sk. Tisza                | 2      | 26  | 11  | 4   | 11  | 57  | 53  | +4  | 26  | 9.     |
| 1941/42                      | Nemzeti Bajnokság II – sk. Rákóczi              | 2      | 26  | 12  | 3   | 11  | 51  | 64  | −13 | 27  | 7.     |
| 1942/43                      | Nemzeti Bajnokság II – sk. Rákóczi              | 2      | 22  | 8   | 5   | 9   | 38  | 39  | −1  | 21  | 7.     |
| 1943/44                      | Nemzeti Bajnokság II – sk. Északi               | 2      | 26  | 13  | 2   | 11  | 48  | 40  | +8  | 28  | 4.     |

## Prvoligová sezona 1936/37

### Hráčský kádr
Alexa Bokšay (18/0/0),
Vasyl Fedak (4/0/1) –
Andrij Bendas (21/0),
Johann Bidmon (18/5),
Vasyl Fedak (1/0),
Vlastimil Frýba (11/0),
Jurij Choma (2/1),
Edmund Ivančo (11/0),
Sándor Kármán (11/2),
Volodymyr Kobzjar (9/2),
Andrij Kopčaj (1/0),
Vasyl Kovač (15/0),
Jurko Krajňak (16/6),
Josyp Kryž (21/6),
Pavlo Kryž (6/0),
Fedir Kuruc (7/0),
Josef Machata (3/0),
Havrylo Mozer (2/0),
Vasyl Radyk (20/0),
Ondrej Roman (2/0),
Michal Sukovský (10/1),
Michal Škiriak (15/0),
Ivan Tóth (18/0) +
1 vlastní (Slezák) –
trenéři Avgustin Lavrišin a Andrij Marko

### Jednotlivé zápasy
| Kolo | Datum         | D/V   | Soupeř                  | Výsledek (poločas)   | Střelci SK Rusj Užhorod                     |
| ---- | ------------- | ----- | ----------------------- | -------------------- | ------------------------------------------- |
| 1.   | NE 23.08.1936 | Venku | AC Sparta Praha         | prohra 0:6 (0:3)     | –                                           |
| 2.   | NE 30.08.1936 | Doma  | SK Náchod               | nerozhodně 2:2 (1:1) | Kobzjar, Krajňak                            |
| 3.   | NE 06.09.1936 | Venku | SK Židenice             | prohra 2:4 (1:2)     | Choma, Krajňak                              |
| 4.   | NE 13.09.1936 | Doma  | SK Viktoria Plzeň       | prohra 0:2 (0:1)     | –                                           |
| 5.   | NE 20.09.1936 | Venku | SK Slavia Praha         | prohra 0:10 (0:6)    | –                                           |
| 6.   | NE 04.10.1936 | Doma  | SK Prostějov            | prohra 2:5 (2:2)     | Bidmon, Sukovský                            |
| 7.   | NE 11.10.1936 | Doma  | SK Viktoria Žižkov      | prohra 0:5 (0:2)     | –                                           |
| 8.   | NE 25.10.1936 | Doma  | SK Plzeň                | prohra 1:3 (1:1)     | Krajňak                                     |
| 9.   | NE 08.11.1936 | Venku | SK Moravská Slavia Brno | výhra 3:1 (1:0)      | Krajňak, Kobzjar, J. Kryž                   |
| 10.  | NE 15.11.1936 | Venku | SK Kladno               | prohra 0:5 (0:4)     | –                                           |
| 11.  | NE 22.11.1936 | Doma  | I. ČsŠK Bratislava      | prohra 1:3 (0:0)     | Bidmon                                      |
| 13.  | NE 28.02.1937 | Venku | SK Náchod               | prohra 1:3 (1:2)     | Kármán                                      |
| 14.  | NE 07.03.1937 | Doma  | SK Židenice             | nerozhodně 1:1 (1:0) | Bidmon                                      |
| 15.  | NE 14.03.1937 | Venku | SK Viktoria Plzeň       | prohra 0:1 (0:1)     | –                                           |
| 16.  | NE 21.03.1937 | Doma  | SK Slavia Praha         | prohra 0:2 (0:1)     | –                                           |
| 12.  | NE 28.03.1937 | Doma  | AC Sparta Praha         | prohra 1:5 (0:2)     | Bidmon                                      |
| 17.  | NE 04.04.1937 | Venku | SK Prostějov            | prohra 1:3 (0:0)     | J. Kryž                                     |
| 18.  | NE 11.04.1937 | Venku | SK Viktoria Žižkov      | výhra 3:2 (1:0)      | J. Kryž 3                                   |
| 19.  | NE 25.04.1937 | Venku | SK Plzeň                | prohra 0:5 (0:3)     | –                                           |
| 20.  | NE 02.05.1937 | Doma  | SK Moravská Slavia Brno | výhra 5:0 (1:0)      | Krajňak 2, vlastní (Slezák), Bidmon, Kármán |
| 21.  | NE 09.05.1937 | Doma  | SK Kladno               | prohra 1:5 (1:3)     | J. Kryž                                     |
| 22.  | NE 16.05.1937 | Venku | I. ČsŠK Bratislava      | prohra 0:6 (0:4)     | –                                           |